# Consejero de Estado de Birmania
Para el listado histórico véase: Anexo:Primeros ministros de Birmania
El Consejero de Estado de Birmania es el jefe de gobierno de Birmania. Su rol es similar al de un primer ministro o presidente del gobierno en otros países y ejerce la labor administrativa y de gobierno, presidiendo el gabinete. El cargo fue creado en abril de 2016 tras la victoria por avalancha de la opositora Liga Nacional para la Democracia liderada por Aung San Suu Kyi en las elecciones generales de Birmania de 2015 Esto por cuanto la Constitución birmana prohíbe a ciudadanos birmanos con cónyuges extranjeros ser presidentes, y el esposo de Kyi es británico. 